# 嗣汉天师府

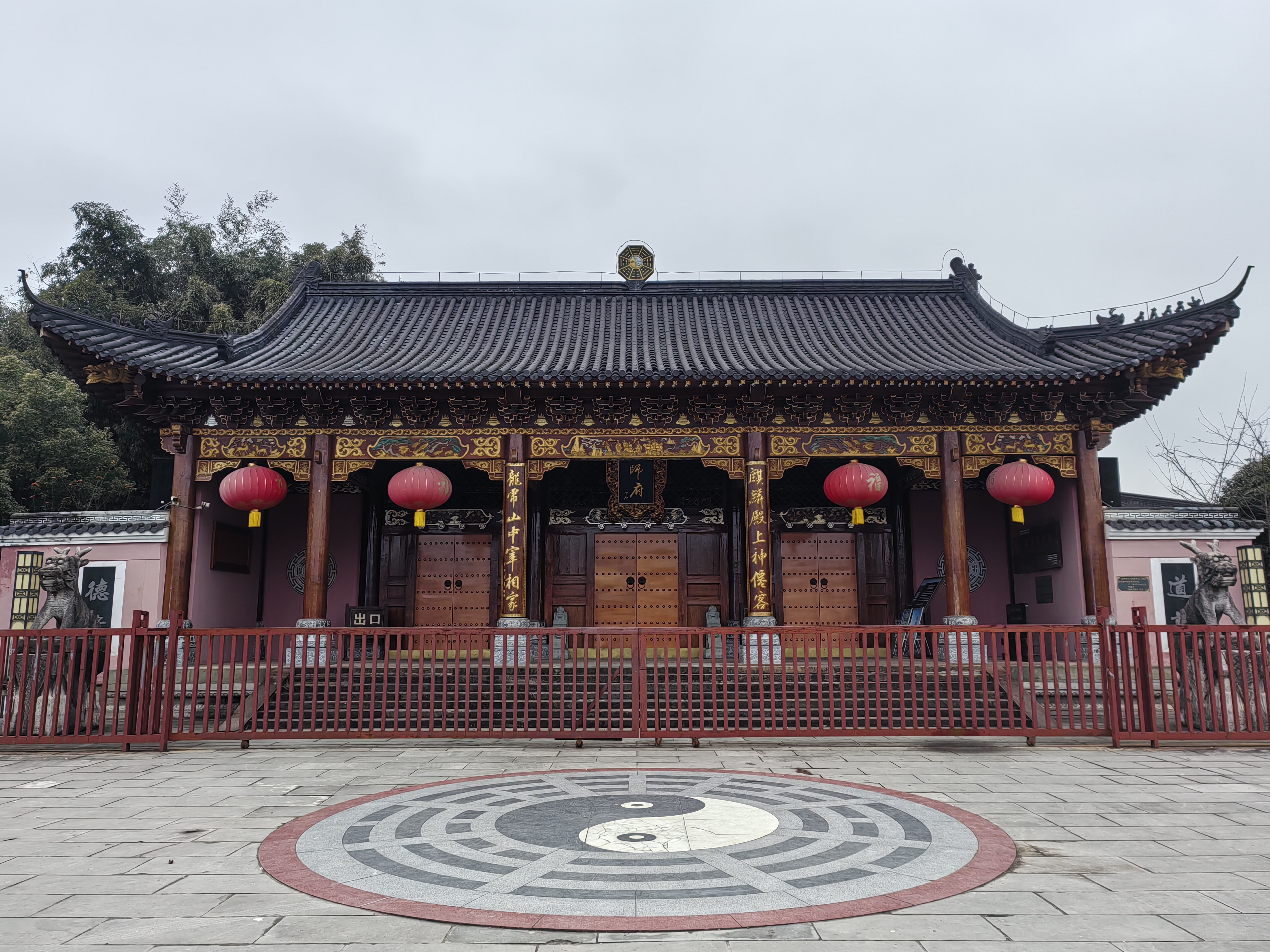
天师府正门

嗣汉天师府亦名“正一真人府”，尊稱為“大真人府”，位于江西省鹰潭贵溪市上清镇，为历代张天师的起居和祈神之所。

## 历史
天师府始建于北宋崇宁四年（1105年），至今已有九百余年历史。天师府原建于上清镇关门口，元朝延祐六年（1319年）迁到今址。明太祖洪武元年（1368年），在今址上清镇中心重建。清康熙年间，为兵火所焚。现存建筑多为现代重建，也有一些为明清建筑。
1983年，天师府被中华人民共和国国务院确立为道教全国重点宫观。

## 介绍

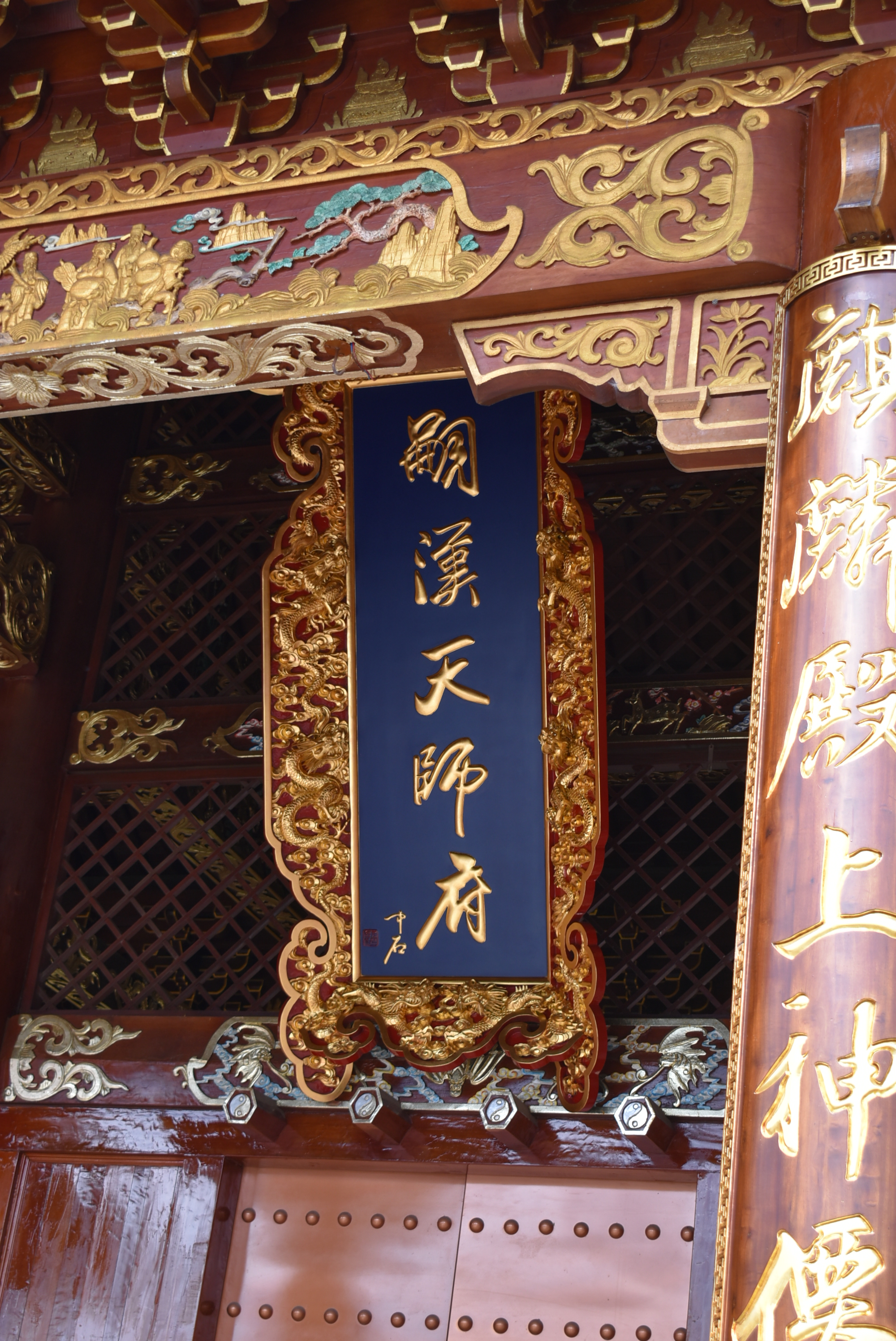
嗣汉天师府牌匾

天师府占地4.2万平方米，坐北朝南，为四进前宫后府式古徽派风格建筑群。主要景点有：府门、元代九千斤重铜钟、赵孟頫手书石碑、玉皇殿、天师私邸、万法宗坛等。

## 授籙
文革之後，龍虎山嗣漢天師府的經籙不存，中國各地流傳的正一籙也多遭到毀壞。龍虎山嗣漢天師府雖自1991和1995年恢復授籙法事，但因無籙可授，只能授職。直到2001年江西修水戴氏道壇的戴祥柳同意將授籙法事的四部老籙贈送給龍虎山天師府，十年過後，天師府主要根據戴祥柳的老籙用電腦排印，製作了一部都功籙，改變天師府無籙可授的狀況。